# トト・ザ・ヒーロー
『トト・ザ・ヒーロー』（原題：Toto le héros）は1991年のベルギー・フランス・ドイツの映画。監督はジャコ・ヴァン・ドルマル。同年のヨーロッパ映画賞で主演男優賞・新人監督賞・脚本賞・撮影賞を受賞。第44回カンヌ国際映画祭にてカメラ・ドールを受賞。
劇中、シャルル・トレネ「Boum!（ブン！）」（1938年）が父親のピアノ伴奏による歌やBGMといった形で繰り返し用いられている。

## あらすじ
老人ホームに入居したトマは、少年期・青年期が交錯する回想に耽る。
主人公トマ少年の愛称はトト。父、母、姉のアリス、弟のセレスタン。向かいの裕福なカント家にはトマと誕生日が同じアルフレッドという少年がおり、トマは産院の火事騒ぎで取り違えられたと思い込んでいる。パイロットの父は、カント氏の発注によりジャムの仕入れで嵐の夜に英国へ飛び行方不明になる。以来、不幸続きの一家を憂いトマは英雄の「名探偵トト・ザ・ヒーロー」になって父の復讐を姉と共に誓うが、しかしアリスはアルフレッドと交際し始める。姉に淡い恋心を抱くトマ少年に複雑な想いが影を落す。
青年となったトマは、姉の面影を映すエヴリーヌと付き合うも、彼女がアルフレッドの妻であることを知り、失望する。
そして現在、トマは大金持ちとなったアルフレッドが殺し屋に狙われていることを知る。先回りをしようとしたところで、アルフレッドと会い、互いに嫉妬しあっていたことを初めて知る。
そして、エヴリーヌとも再会したトマは、アルフレッドの身代わりとして死を迎える。

## キャスト

### トマの家庭
- トマ
  - 老年期: ミシェル・ブーケ（モノローグ（語り））
  - 青年期: ジョー・ドゥ・バケール
  - 少年期: トマ・ゴディ
- トマの母：ファビエンヌ・ロリオ
- トマの父：クラウス・シンドラー
- アリス（姉）: サンドリーヌ・ブランク
- セレスティン(弟、成年期)：パスカル・デュケンヌ 
  - (幼少期)：カリム・ムサティ

### カント家
- アルフレッド
  - 老年期:ペーター・ベールケ、ミッチェル・ロビン（モノローグ）
  - 青年期:ディディエール・フェレニー
  - 少年期:ヒューゴ・ハロルド・ハリソン
- カント氏（父）：ディディエ・ド・ネック
- カント婦人（母）：クリスティーン・スマイスターズ

### その他
- エヴリーヌ
  - 老年期: ギゼラ・ウーレン
  - 成年期: ミレーユ・ペリエ（および老年期に被せるモノローグの声）
  - 少女期: エステラ・ウニーク
- ギャング：バウリ・ラナーズ
- 列車の男：ベルナール・イエール
- セールスの女性（レジ係り？）：ジョー・デジュー

## 受賞
- 1991年:ジョセフ・プラトー賞
  - 最優秀ベルギー映画賞
  - 主演男優賞 - ミシェル・ブーケ
  - 主演女優賞 - ミレイユ・ペリエ
  - 監督賞 - ジャコ・ヴァン・ドルマエル
- 1991年:アンドレ・カヴァンス賞
  - 映画批評家協会(UCC)最優秀ベルギー映画賞
- 1991年:カンヌ映画祭
  - ヤングオーディエンス賞(外国映画)
  - カメラドール新人監督賞
- 1991年:ヨーロッパ映画賞
  - 主演男優賞 - ミシェル・ブーケ
  - 撮影賞 - ヴァルター・ファン・デン・エンデ
  - 脚本賞 - ヤコ・ヴァン・ドルマエル
  - 今年の映画の黙示録 - ヤコ・ヴァン・ドルマエル
- 1992年:BAFTA映画賞
  - 最優秀非英語映画賞ノミネート
- 1992年:セザール賞
  - 最優秀外国映画賞
- 1992年:ファンタスポルト(国際ファンタジー映画賞)
  - 最優秀映画賞 - ヤコ・ヴァン・ドルマエル
  - 最優秀脚本賞 - ヤコ・ヴァン・ドルマエル
- 1999年:ジョセフ・プラトー賞
  - 最優秀ベルギー脚本賞(1984-1999年間総合) - ヤコ・ヴァン・ドルマエル